# Spectrum van de Nederlandse letterkunde
Het Spectrum van de Nederlandse Letterkunde is een 25-delige boekenreeks die tussen 1967 en 1972 verscheen bij Uitgeverij Het Spectrum in Utrecht.
De reeks stond onder redactie van de neerlandicus M.C.A. van der Heijden, veel redactioneel werk werd bovendien verricht door zijn vrouw, de neerlandica N. van der Heijden-Rogier. M.C.A. van der Heijden omschreef het doel van de reeks als volgt in de algemene inleiding:
"[Deze reeks] bevat zeer veel, misschien meer dan enige reeks ooit tevoren. Zo komt een massa werken van belang onder het bereik van een massa mensen die er niet toe kunnen komen in grote en eerbiedwaardige bibliotheken de oudere uitgaven van deze werken van het stof te ontdoen en open te slaan. Ook in wat voorheen de tempel van onze literatuurgeschiedenis was, waarin alleen enkele ingewijden zich durfden begeven, wordt dus een stuk democratisering tot stand gebracht."
Een belangrijk principe hierbij was dat er alleen gehele, op zich zelf staande werken of afgeronde afdelingen van werken in de reeks zouden worden opgenomen. Een enkele keer is hier van afgeweken (bijvoorbeeld in het geval van de Nederlandsche Historien van P.C. Hooft). Het Spectrum van de Nederlandse Letterkunde was niet geheel oncontroversieel: vanuit de wetenschappelijke neerlandistiek kwam kritiek op de aanpak van Van der Heijden, omdat hij werk van eerdere editeurs zonder meer over zou nemen. De kritiek resulteerde in een gesprek tussen Van der Heijden en de Maatschappij der Nederlandse Letterkunde waarin de onenigheid werd opgelost middels een gezamenlijke verklaring.

## Delen in de reeks
Van der Heijden koos ervoor alleen oudere teksten in de reeks op te nemen; het eerste deel begint met het Roelandslied en het laatste deel eindigt met een novelle van Stijn Streuvels. Tussen 1967 en 1972 verschenen de volgende 25 delen in de reeks:
| Deel | Titel | Inhoud |
| ---- | --- | --- |
| 1    | Fraaie historie ende al waar: Ridderverhalen uit de Middeleeuwen                                          | Roelandslied · Karel ende Elegast · Lanceloet en het hert met de witte voet · Segher Diengotgaf, Tprieel van Troyen · Diederik van Assenede, Floris ende Blancefloer |
| 2    | Een groot schat in een klein vat: Geestelijke vertelkunst uit de Middeleeuwen                             | Vanden levene ons Heren · Reis van Sint Brandaan · Beatrijs |
| 3    | Neemt hier exempel an: Satire, lering en vermaan uit de Middeleeuwen                                      | Van den vos Reynaerde · Esopet · Jan van Ruusbroec, Van Seven Trappen in den graed der Gheesteleker Minnen · Jacob van Maerlant, Vanden Lande van Oversee en Der Kerken Claghe |
| 4    | Wie wil horen een goed nieuw lied? Liederen en gedichten uit de Middeleeuwen                              | Gedichten van Henric van Veldeke, Jan I van Brabant, Hadewych en Anthonis de Roovere · Een suverlyc boecxken · Bloemlezing uit het Antwerps liedboek · Anonieme gedichten |
| 5    | Hoort wat men u spelen zal: Toneelstukken uit de Middeleeuwen                                             | Drie abele spelen (Lanseloet van Denemerken, Esmoreit en Gloriant) en de in hetzelfde handschrift overgeleverde klucht Nu Noch · Elckerlijc · Spel van de vijf vroede ende van de vijf dwaeze maegden · Mariken van Nieumeghen · Esbatement van den Appelboom · Hanneken Leckertant |
| 6    | O Muze, kom nu voort: De ontluiking van de Renaissance                                                    | Jan van Hout, Betoog · Cornelis Crul, selectie uit Colloquien of Tsamensprekingen (vertalingen van Erasmus' Colloquia) · Dirck Volckertsz. Coornhert, boek V Odysseae Homeri (vertaling van Homerus' Odyssee), selectie uit Lustighe historiën oft nieuwigheden Joannis Boccatii en selectie uit Zedekunst dat is Wellevenskunste · Hendrik Laurensz. Spiegel, Numa ofte Amptsweygheringe · Carel van Mander, selectie uit het Schilder-boeck · Jan van der Noot, Het Bosken · Justus de Harduwijn, De weerliicke liefde tot Roose-mond |
| 7    | De tyrannie verdrijven: Godsdienst- en onafhankelijkheidsstrijd in de 16e en 17e eeuw                     | Anna Bijns, drie Refereinen · Willem van Oranje, Waarschowinghe · selectie uit het Geuzenliedboek · Jan van Hout, Onrijmich vreuchden-liet · Adriaen Valerius, selectie uit de Nederlandtsche Gedenck-clanck · Jacob Revius, selectie uit Over-ysselsche sangen en dichten · P.C. Hooft, selectie uit de Neederlandsche Historien · Joost van den Vondel, Verovering van Grol en De getemde mars |
| 8    | 't Hoge huis te Muiden: Teksten uit de Muiderkring                                                        | Brieven en gedichten van de leden van de Muiderkring |
| 9    | De ziel van den poëet vertoont zich in zijn dichten: Lyriek van vier Amsterdamse dichters uit de 17e eeuw | Verzamelde sonnetten van P.C. Hooft · selectie uit de lyriek van Gerbrand Adriaensz. Bredero en Joost van den Vondel · Jan Luyken, Duytse Lier |
| 10   | Profijtelijk vermaak: Moraliteit en satire uit de 16e en 17e eeuw                                         | Cornelis Crul, Historie van Heynken de Luyere · P.C. Hooft, Emblemata amatoria · Roemer Visscher, selectie uit de Sinnepoppen · Constantijn Huygens, Costelick mal en Zedeprinten · Joost van den Vondel, Roskam en Harpoen · Johan de Brune, Bancket-werck van goede gedachten |
| 11   | Wonderlijke geschiedenissen: Enkele prozageschriften uit de 17e eeuw                                      | Jacob Cats, Liefdes Kort-sprake · Willem IJsbrantsz. Bontekoe, Journael · Passchier de Fijne, Het leven en eenige bysondere voorvallen |
| 12   | Al ziet men de lui...: Blijspel uit de 16e en 17e eeuw                                                    | Cornelis Crul, Cluchte van eenen Dronckaert · Jan van Hout, Loterijspel · Gerbrand Adriaensz. Bredero, Spaanschen Brabander Jerolimo · Michiel de Swaen, De gecroonde Leersse |
| 13   | De wereld is een speeltoneel: Klassieke toneelspelen van Hooft en Vondel                                  | P.C. Hooft, Geeraerdt van Velsen en Granida · Joost van den Vondel, Ghijsbrecht van Aemstel en Jozef in Dothan |
| 14   | Toneeldicht jokt somtijds: Blijspelen na 1700                                                             | Pieter Langendijk, Het wederzyds huwelyksbedrog · De Schoolmeester, De koffy-veiling en Altijd in de contramine · Frederik van Eeden, Het poortje |
| 15   | Mij dunkt ik zie het nog: Ernstig toneel na 1700                                                          | Johannes Kinker, Eeuwfeest en De Menschheid in het Lazarushuis · Multatuli, Vorstenschool · Frederik van Eeden, De heks van Haarlem |
| 16   | 'k Wou zo graag verstandig wezen: Geschriften uit de sfeer der Verlichting                                | Justus van Effen, bijdragen uit de Hollandsche Spectator · Hiëronymus van Alphen, Proeve van kleine gedigten voor kinderen · Betje Wolff, De menuet en de dominees pruik · Betje Wolff en Aagje Deken, selectie uit De historie van mejuffrouw Sara Burgerhart · P.A. de Génestet, Leekedichtjens |
| 17   | Dichteren het woord gelaten: Poot, Staring en Gezelle                                                     | Hubert Kornelisz. Poot, Mengeldichten · Anthony Christiaan Winand Staring, Mengeldichten · Guido Gezelle, Driemaal XXXIII Kleengedichtjes en selectie uit Rijmsnoer |
| 18   | Verbeeldingswereld zijn geen grenzen aangemeten: Gedichten uit de Romantiek                               | Verhalende gedichten van Anthony Christiaan Winand Staring · Piet Paaltjens, Snikken en grimlachjes · Everhardus Johannes Potgieter, Gedroomd Paardrijden |
| 19   | Gevoelige harten: In de ban der Romantiek                                                                 | Rhijnvis Feith, Themire en De hermiet · Jacobus Bellamy, Fragment van eene sentimenteele historie · Aarnout Drost, Het altaarstuk · Everhardus Johannes Potgieter, Het togtje naar Ter Ledestein · Hildebrand, selectie uit Camera obscura · Johannes Kneppelhout, De Portland-vaas · Multatuli, 'n Avendje · Tony Bergmann, De studie van meester Adams Jeune uit Ernest Staas |
| 20   | Vrijmoedige bedenkingen: Een eeuw essays en beschouwingen 1766-1875                                       | Rijklof Michaël van Goens, Vrymoedige bedenkingen · Pieter van Woensel, Historie van een Trojaansch Paerd · Johannes Kinker, Het alleven of de wereldziel · Isaäc da Costa, Bezwaren tegen den geest der eeuw · Jacob Geel, Over het reizen en Gesprek op den Drachenfels · Everhardus Johannes Potgieter, Jan, Jannetje en hun jongste kind · Conrad Busken Huet, kritisch proza |
| 21   | Ik wil gelezen worden: Werk van Multatuli                                                                 | |
| 22   | Werkmansboekje: Sociale bewogenheid in de literatuur rond 1900                                            | |
| 23   | Een nieuw geluid: De Tachtigers in proza en poëzie                                                        | |
| 24   | Strevend Vlaanderen: 19e-eeuwse teksten in verband met Vlaanderens heropleving                            | |
| 25   | Zit stil en reis: Verhalen en gedichten uit het eerste kwart van de 20e eeuw                              | |